# Liste der Kulturdenkmäler in Mainz-Laubenheim
In der Liste der Kulturdenkmäler in Mainz-Laubenheim sind alle Kulturdenkmäler im Ortsbezirk Laubenheim der rheinland-pfälzischen Landeshauptstadt Mainz aufgeführt. Grundlage ist die Denkmalliste des Landes Rheinland-Pfalz (Stand: 5. Dezember 2023).

## Denkmalzonen
| Bezeichnung                     | Lage | Baujahr                 | Beschreibung | Bild                           |
| ------------------------------- | --- | ----------------------- | --- | ------------------------------ |
| Denkmalzone Ortskern Laubenheim | Berghofstraße, Deutschhausgasse, Hans-Zöller-Straße, Im Dorfgraben, Marienhofstraße, Markt, Mohnstraße, Oppenheimer Straße, Pfarrer-Goedecker-Straße, Pfarrgasse, Spritzengasse Lage | 16. bis 19. Jahrhundert | historische Bausubstanz des 16. bis 19. Jahrhunderts, mit dem seit dem Spätmittelalter gewachsenen Wege- und Straßennetz um den zentralen Marktplatz, mit Herrschafts-, Winzer- und Bauernhöfen, Tagelöhner- und Arbeiterhäusern, ein anschauliches Bild der Sozialstruktur des historischen Dorfes gebend | weitere Bilder Fotos hochladen |

## Einzeldenkmäler
| Bezeichnung                               | Lage                              | Baujahr                              | Beschreibung | Bild                           |
| ----------------------------------------- | --------------------------------- | ------------------------------------ | --- | ------------------------------ |
| Wohnhaus                                  | Am Alten Spritzenhaus 3 Lage      | 1585                                 | Renaissancebau, im Kern von 1585, Fachwerk bezeichnet 1605, Umbauten bezeichnet 1839 und 1883 | Fotos hochladen                |
| Wegekapelle                               | Am Edelmann, Ecke Koppernweg Lage | 19. Jahrhundert                      | Wegekapelle, wohl aus dem 19. Jahrhundert | weitere Bilder Fotos hochladen |
| Sienersches Haus                          | Berghofstraße 6/8 Lage            | 18. Jahrhundert                      | barocke Hofanlage, 18. Jahrhundert; Wohnhaus, teilweise Fachwerk (verputzt), erste Hälfte des 18. Jahrhunderts; Bruchsteinscheune, teilweise Fachwerk, mit Krüppelwalmdach; Spolie, 16. Jahrhundert; bauliche Gesamtanlage                                   | Fotos hochladen                |
| Deutschhaus                               | Deutschhausgasse 7 Lage           | 1722                                 | ehemaliger Winzerhof; barocker Putzbau, bezeichnet 1722 und 1724 | Fotos hochladen                |
| Erthaler Hof                              | Hans-Zöller-Straße 13 Lage        | letztes Viertel des 18. Jahrhunderts | vierseitiger Winzerhof, letztes Viertel des 18. Jahrhunderts; spätbarocker Mansardwalmdachbau; straßenbildprägend | weitere Bilder Fotos hochladen |
| Villa Schott                              | Hans-Zöller-Straße 19 Lage        | frühe 1840er Jahre                   | spätklassizistischer Walmdachbau, frühe 1840er Jahre, 1878 umgebaut | Fotos hochladen                |
| Marienhof                                 | Marienhofstraße 1 Lage            | 1746                                 | ehemaliger Liebfrauenstifthof des Klosters Maria Dalheim; herrschaftlicher spätbarocker Winzerhof; langgestreckter Putzbau, angeblich von 1746, bezeichnet 1762, Rokoko-Hausmadonna, bezeichnet 1767                                                         | Fotos hochladen                |
| Brunnen                                   | Marktplatz Lage                   | 1829                                 | Laufbrunnen, klassizistischer Brunnenstock, bezeichnet 1829 | Fotos hochladen                |
| Waagehaus                                 | Marktplatz Lage                   | Ende des 19. Jahrhunderts            | eingeschossiger Pyramidendachbau, Ende des 19. Jahrhunderts, Umbau wohl in den 1920er Jahren; platzbildprägend | Fotos hochladen                |
| Domäne                                    | Marktplatz 8 Lage                 | Anfang des 16. Jahrhunderts          | Hofanlage; Wohnhaus, teilweise Fachwerk (verputzt), im Kern wohl vom Anfang des 16. Jahrhunderts, hofseitig Barockportal, bezeichnet 1774, zweiteilige Toranlage, Kelterhaus 1721 (erneuert), Bruchsteinscheune 1871                                         | Fotos hochladen                |
| Hofanlage                                 | Möhnstraße 20 Lage                | 18. und 19. Jahrhundert              | Hofanlage, 18. und 19. Jahrhundert, mit barockem Fachwerk-Wohnhaus; bauliche Gesamtanlage | BW                             |
| Wasserbehälter                            | Oberer Dorfgraben 31a Lage        | 1904                                 | Wasserbehälter, bezeichnet 1904, Jugendstil-Typenbau mit Sandsteinquaderfassade | Fotos hochladen                |
| Evangelische Pfarrkirche                  | Oppenheimer Straße 6 Lage         | 1894/95                              | hausartiger spätgründerzeitlicher Saalbau, bezeichnet 1894/95 von Adolph Umber | Fotos hochladen                |
| Mainzer Hof                               | Oppenheimer Straße 8 Lage         | Mitte des 18. Jahrhunderts           | auch Nebelsches Haus; großvolumiger spätbarocker Walmdachbau, Mitte des 18. Jahrhunderts | Fotos hochladen                |
| Katholisches Pfarrhaus                    | Pfarrer-Goedecker-Straße 29 Lage  | 1828–30                              | klassizistischer Putzbau, 1828–30 | Fotos hochladen                |
| Katholische Pfarrkirche Maria Heimsuchung | Pfarrer-Goedecker-Straße 31 Lage  | 1717–20                              | barocker Saalbau, 1717–20, dreischiffige neubarocke Erweiterung als Halle, 1907/08 von Ludwig Becker, Mainz; ortsbildprägend | Fotos hochladen                |
| Friedhof                                  | Pfarrer-Goedecker-Straße 33 Lage  | 19. Jahrhundert                      | Friedhof mit bauzeitlicher Umfassung; Kreuzigungsgruppe, bezeichnet 1831; klassizistische Sandsteingrabmäler, erste Hälfte des 19. Jahrhunderts; neugotische Leichenhalle, zweite Hälfte des 19. Jahrhunderts; Kriegerdenkmal 1870/71, Rotsandstein, um 1900 | weitere Bilder Fotos hochladen |
| Alte Schule                               | Wilhelm-Leuschner-Straße 14 Lage  | 1903                                 | zweieinhalbgeschossiger späthistoristischer Krüppelwalmdachbau, 1903 | Fotos hochladen                |

## Ehemalige Kulturdenkmäler
| Bezeichnung | Lage                    | Baujahr                           | Beschreibung | Bild |
| ----------- | ----------------------- | --------------------------------- | --- | ---- |
| Kappelhof   | Marienhofstraße 14 Lage | erste Hälfte des 18. Jahrhunderts | barockes Fachwerkhaus (verputzt) mit Mansardwalmdach, wohl aus der ersten Hälfte des 18. Jahrhunderts; Scheune 19. Jahrhundert; abgebrochen und durch modernes Wohnhaus ersetzt | BW   |